# Aliah University
Aliah University är ett universitet i Indien.   Det ligger i distriktet North 24 Parganas och delstaten Västbengalen, i den östra delen av landet, 1 300 km sydost om huvudstaden New Delhi. Aliah University ligger 10 meter över havet.